# Plavy
Plavy là một làng thuộc huyện Jablonec nad Nisou, vùng Liberecký, Cộng hòa Séc.